# Sanković
Sanković (en serbe cyrillique : Санковић) est un village de Serbie situé dans la municipalité de Mionica, district de Kolubara. Au recensement de 2011, il comptait 197 habitants.

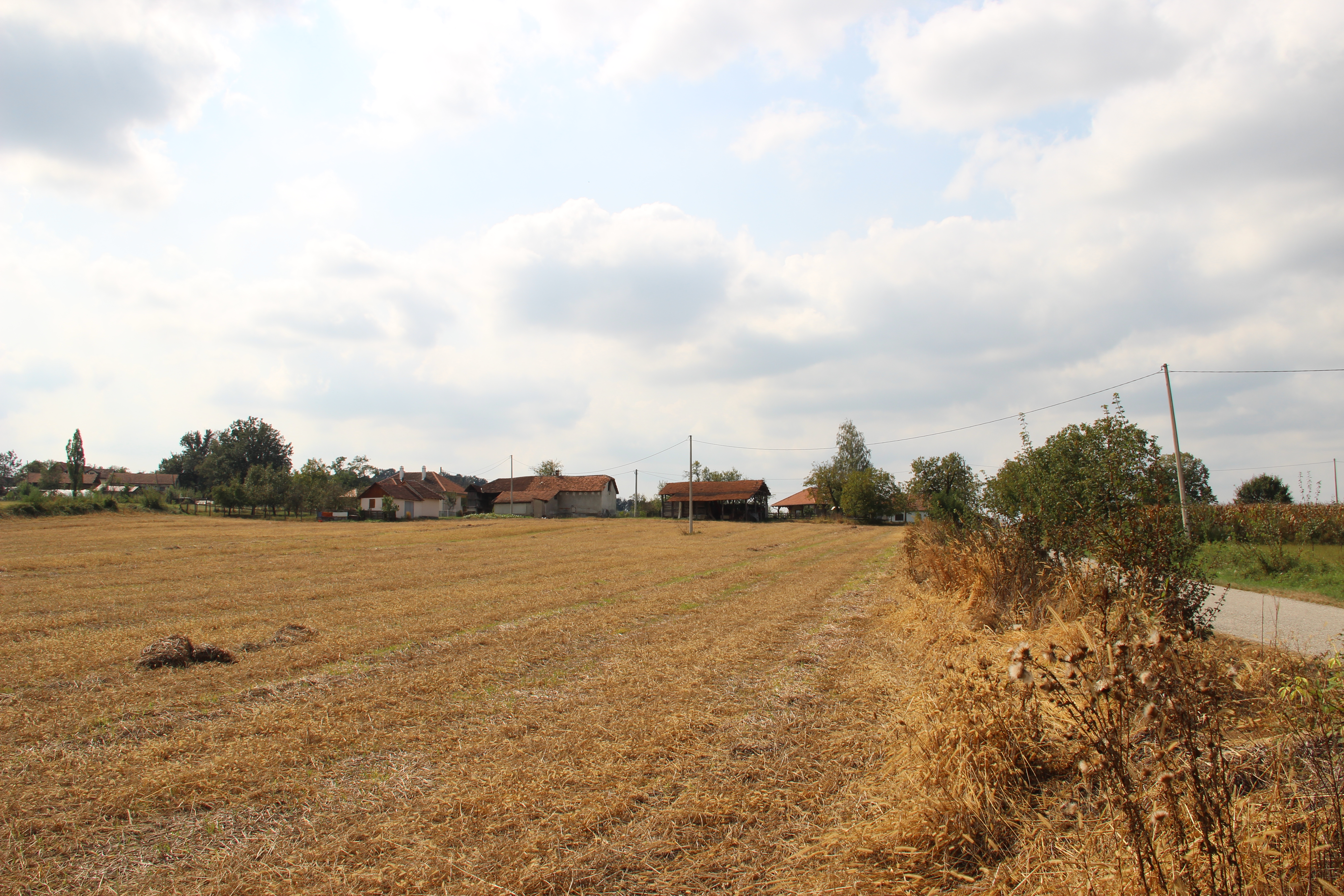
Sanković - panorama
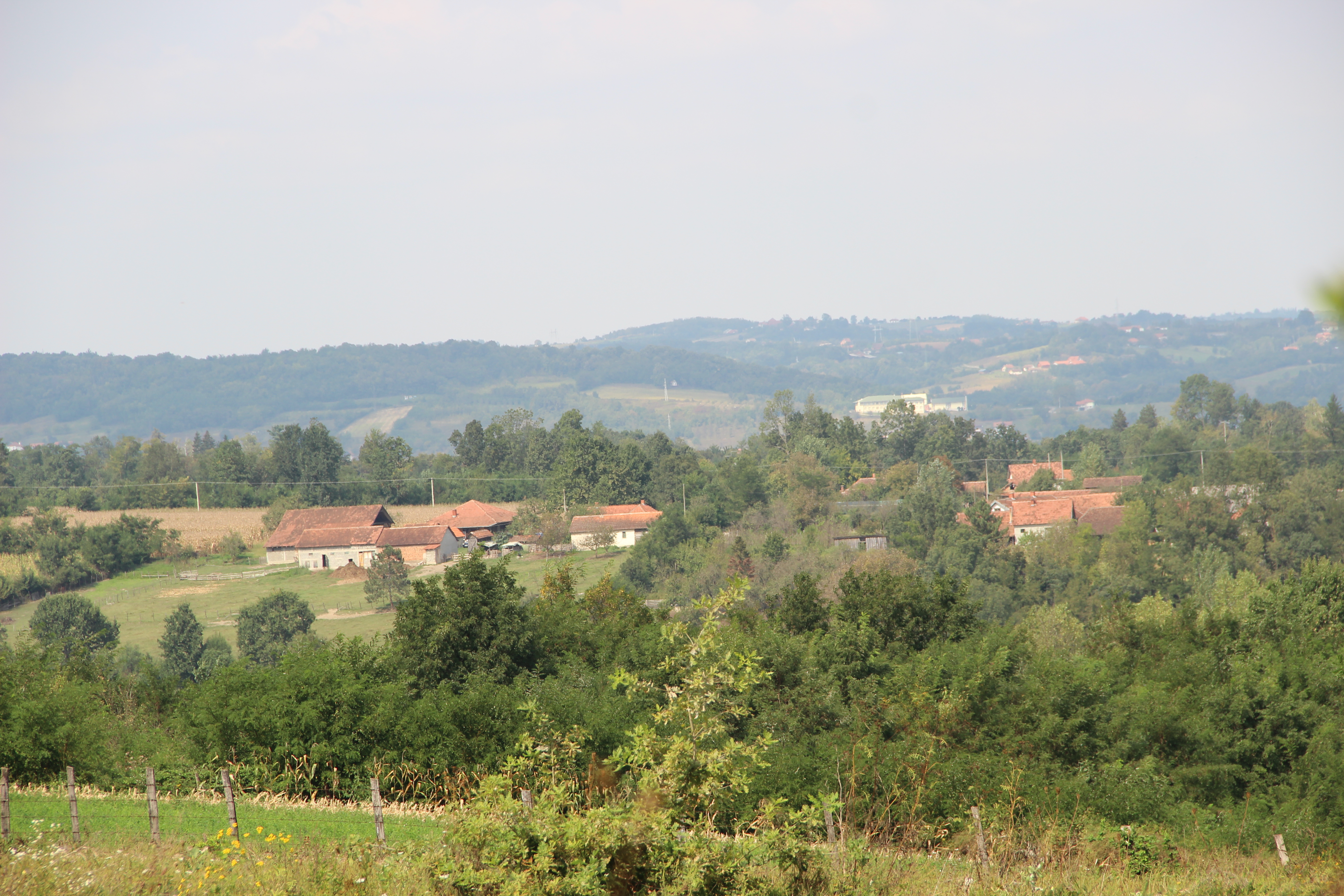
Sanković - panorama
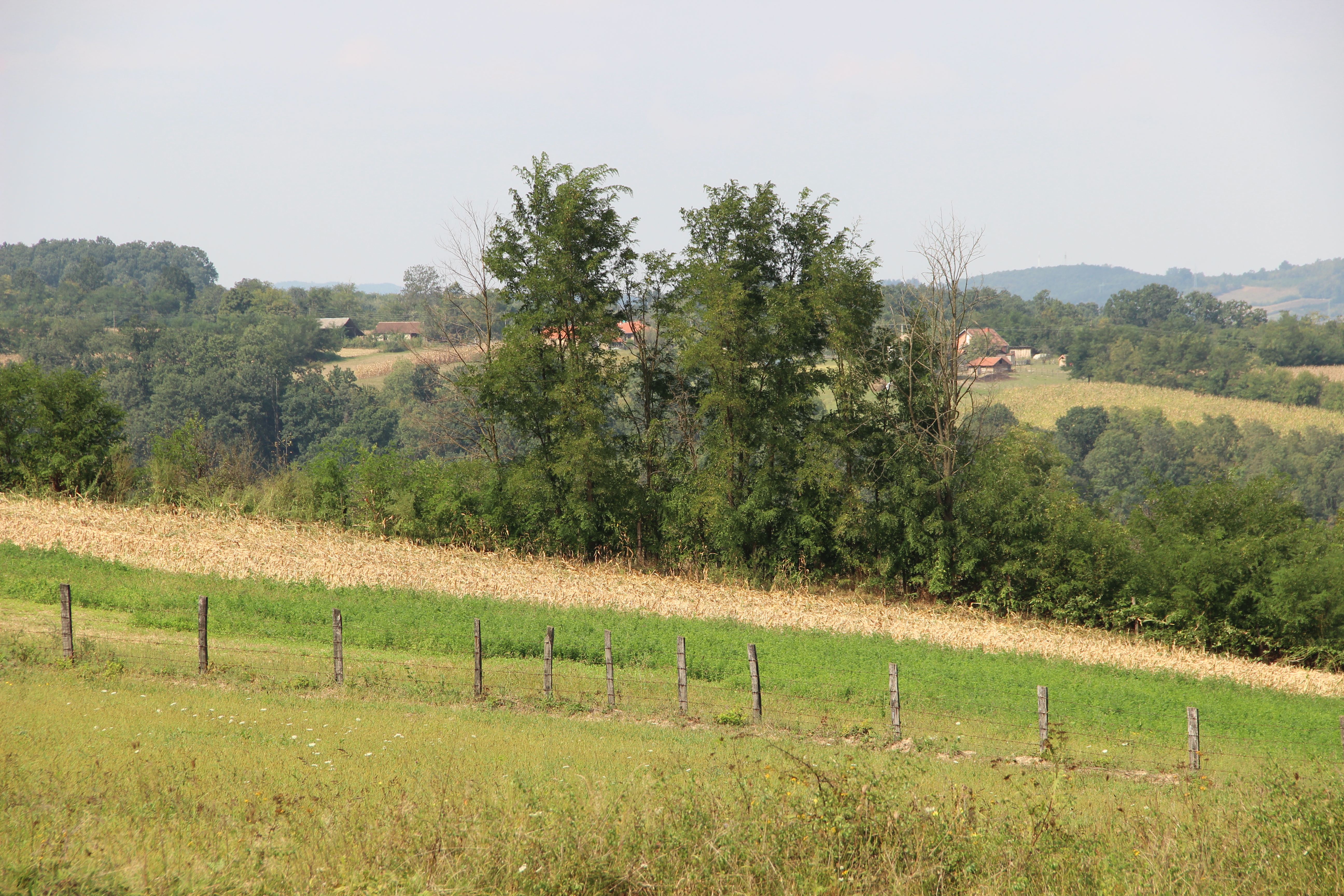
Sanković - panorama
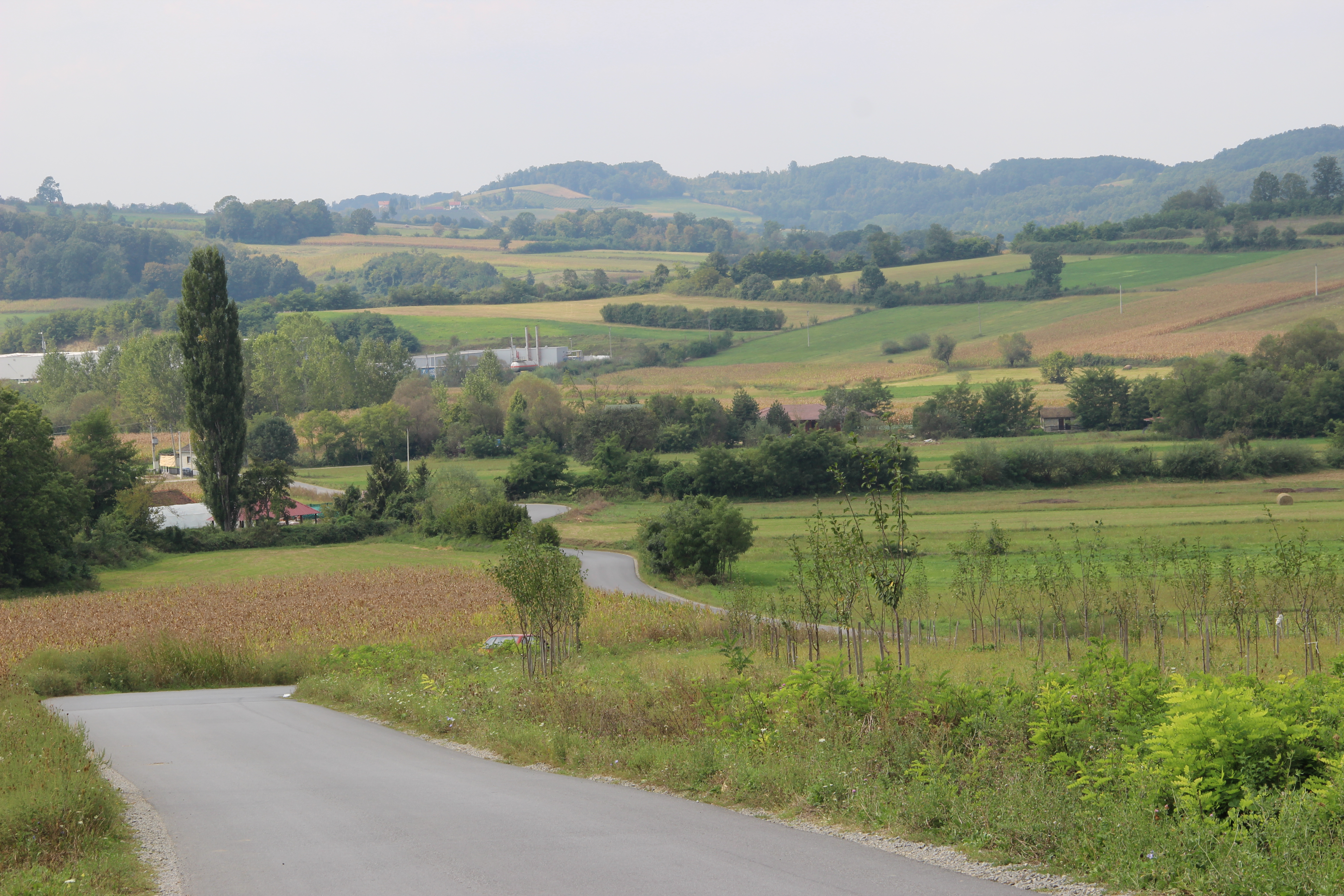
Sanković - panorama
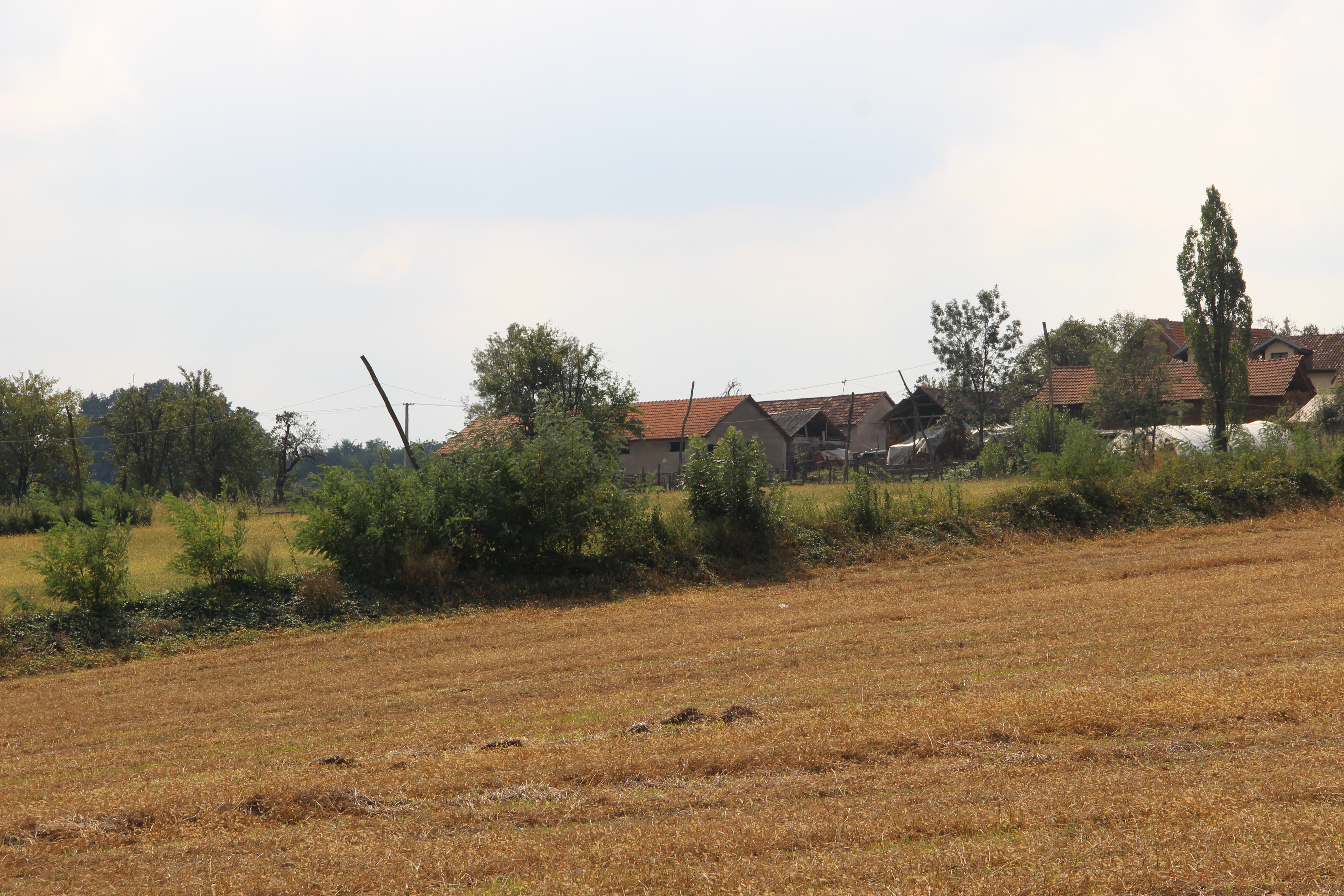
Sanković - panorama
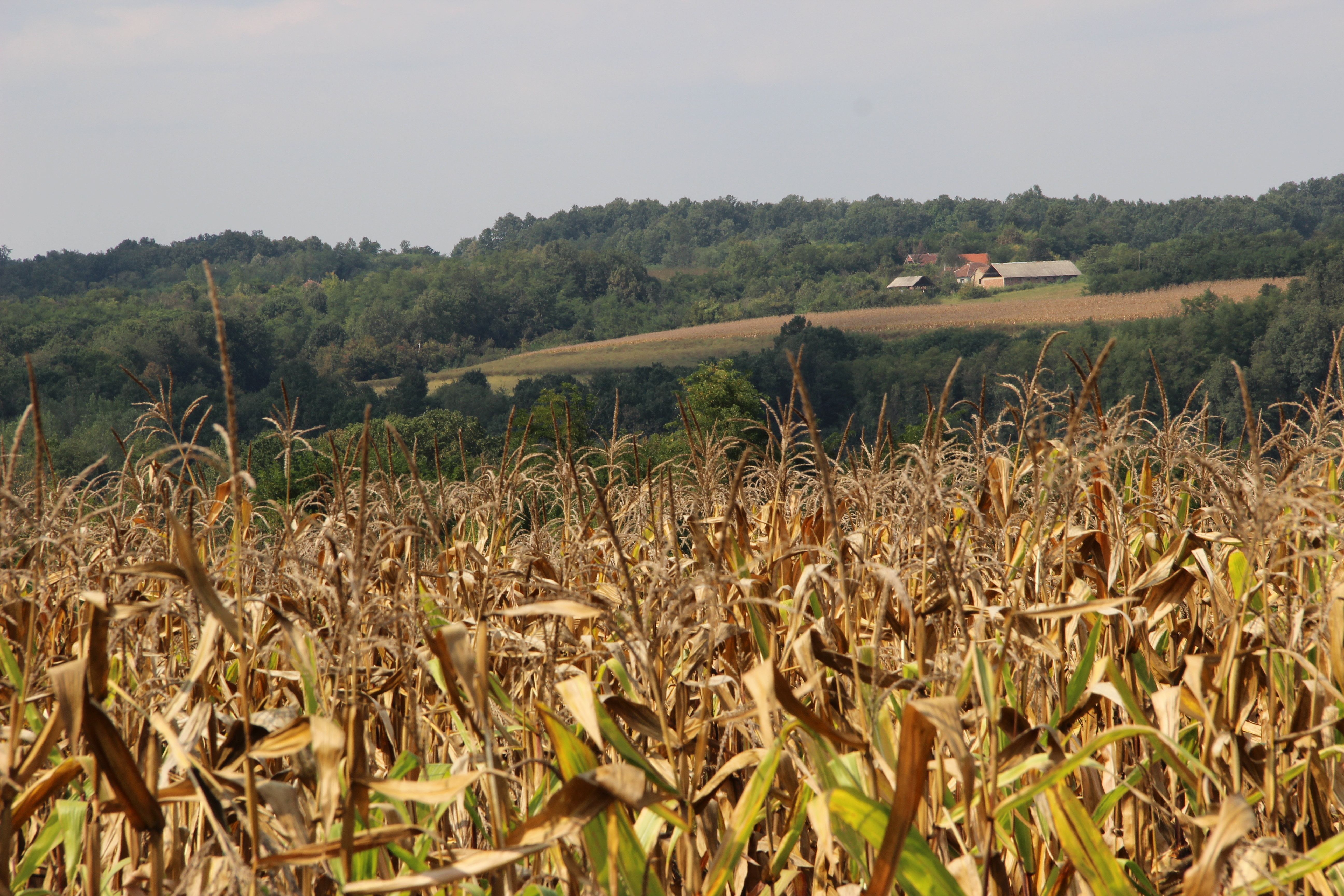
Sanković - panorama

## Démographie

### Évolution historique de la population
| 1948 | 1953 | 1961 | 1971 | 1981 | 1991 | 2002 | 2011 |
| ---- | ---- | ---- | ---- | ---- | ---- | ---- | ---- |
| 539  | 561  | 492  | 411  | 351  | 276  | 239  | 197  |

|  |